# Systaria lanna
Espèce
Systaria lanna est une espèce d'araignées aranéomorphes de la famille des Miturgidae.

## Distribution
Cette espèce est endémique de Thaïlande. Elle se rencontre dans les provinces de Mae Hong Son et de Chiang Mai.

## Description
Le mâle holotype mesure 11,0 mm et la femelle paratype 10,82 mm.

## Étymologie
Son nom d'espèce lui a été donné en référence au lieu de sa découverte, le Lanna.

## Publication originale
- Dankittipakul & Singtripop, 2011 : Seven new species of Systaria Simon, 1897 from southeast Asia (Araneae, Clubionidae, Systariinae). Zootaxa, no 2905, p. 16-32.